# Machimus sareptanus
Machimus sareptanus là một loài ruồi trong họ Asilidae. Machimus sareptanus được Becker miêu tả năm 1923. Loài này phân bố ở vùng Cổ Bắc giới.